# 풍산군
풍산군(豊山郡)은 오늘날의 조선민주주의인민공화국 량강도 김형권군 대부분과 풍서군 대부분 지역의 이전 행정 구역이다.

## 연혁
- 1914년 - 부군면 통폐합에 따라 북청군 안산면과 갑산군 이인면(풍산면)·웅이면·천남면을 통합해 풍산군이 신설되었다. 이때 북청군 안산면의 일부를 분리하여 안수면을 신설하였다.

| 조선총독부령 제111호 |                | |
| 구 행정구역 | 신 행정구역    | 신 행정구역 |
| 갑산군 이인면(里仁面) 신풍리, 무금리/소상리, 장양리, 사아리, 신원상리, 신원하리, 직리, 가재리/초평리, 노전리/수채리, 설학동, 광상리, 광하리, 이파리, 산점덕리, 신중리/명당리, 원포리, 잠둔리, 귀락리, 암회리/방치덕리, 중창리/군둔리, 신하리, 내동, 재리원리, 신고치리/중덕리, 줄애리, 토아리                                                            | 이인면         | 신풍리, 무금리, 장양리, 사아리, 신원상리, 신원하리, 직리, 신창리, 신복리, 설학리, 광상리, 광하리, 이파리, 산점덕리, 신명리, 원포리, 잠둔리, 귀락리, 암흥리, 신흥리, 신하리, 내리, 재리원리, 신덕리, 줄애리, 토아리                                                                                             |
| 갑산군 웅이면(熊耳面) 서수리/이천동/심포동, 선흥리, 응덕리, 창평리, 관평리, 우가리, 연평리, 어은리, 용흥리, 용회리, 연두평리, 용문리, 석산리, 문조평리, 속신리, 신동장리, 도상리, 도하리, 임장리, 양평리, 서상리, 서하리, 창후리, 서리, 청학리, 삼대리, 합포리, 노암리, 나흥리, 약수리                                                                   | 웅이면         | 서창리, 선흥리, 응덕리, 창평리, 관평리, 우가리, 연평리, 어은리, 용흥리, 용회리, 연두평리, 용문리, 석산리, 문조평리, 속신리, 신동장리, 도상리, 도하리, 임장리, 양평리, 서상리, 서하리, 창후리, 서리, 청학리, 삼대리, 합포리, 노암리, 나흥리, 약수리                                                             |
| 갑산군 천남면(川南面) 어은리, 중장리, 사리, 과산리, 문략평리, 백탑리, 쌍청보장리, 음평리, 수채리, 원흥리, 추평리, 마토리, 동춘리, 황토보리, 신흥덕리, 어구장리, 수위리, 창평리, 고암리, 슬령저리, 종리 , 슬리, 동대리, 주로대리, 와포리, 포치리, 어평리, 장파리, 삼리, 금창리, 통리, 홍군리, 신흥리, 덕용덕리, 상장리/어은동, 화덕리/문동, 양평리/신창동 | 천남면         | 어은리, 중장리, 사리, 과산리, 문략평리, 백탑리, 쌍청보장리, 음평리, 수채리, 원흥리, 추평리, 마토리, 동춘리, 황토보리, 신흥덕리, 어구장리, 수위리, 창평리, 고암리, 슬령저리, 종리, 슬리, 동대리, 주로대리, 와포리, 포치리, 어평리, 장파리, 삼리, 금창리, 통리, 홍군리, 신흥리, 덕용덕리, 상장리, 화덕리, 양평리 |
| 북청군 안산면(安山面) | 안산면         | 내중리, 하지경리, 상지경리, 양평리, 황수원리 |
| 북청군 안산면 일부 | 안수면(安水面) | 수동리, 수상리, 평산리, 감토리, 미전리, 장평리 |
- 1942년 - 이인면을 풍산면으로 개칭하였다.
- 1952년 - 군면리 대폐합에 따라 갑산군의 일부를 각각 붙여서 풍산군과 풍서군을 분군하였다.
- 1990년 - 풍산군을 김형권군으로 개칭하였다.